# Ludwig Achtel
Ludwig Achtel (* 17. September 1929 in Halle/Saale; † 27. Mai 2007 in Berlin), Pseudonym Alexander Kent, war ein deutscher Dramaturg, Schriftsteller, Hörspielautor und Drehbuchautor.

## Wirken
Als Sohn eines Kleingewerbetreibenden studiert er nach dem Abitur in Halle/Saale von 1950-1955 Geschichte. Seit 1957 war er bis 1991 für den Rundfunk der DDR als fest angestellter Hörspieldramaturg tätig, zuletzt in der Abteilung Unterhaltende Sendereihen als stellvertretender Abteilungsleiter. Die ARD-Hörspieldatenbank verzeichnet über 230 von ihm dramaturgisch betreute Neuproduktionen – vom Kinderhörspiel über Klassiker-Adaptionen bis hin zu Kriminalhörspielen und Familienserien. Darüber hinaus schrieb er als freier Autor – oft unter dem Pseudonym Alexander Kent – Manuskripte für eigene Hörspiele, Szenarien für Fernsehspiele/Fernsehfilme und Bühnenstücke.

## Werke

### Fernsehen
- 1959: Ultimatum
- 1974: Karriere N
- 1974: Cibulka heiratet
- 1976: Krach im Hochhaus
- 1976: Tisch und Bett
- 1978: Die Leute aus dem Roten Ross
- 1978: Ein Hahn im Korb
- 1979: Mutter heiratet
- 1980: Der Keiler vom Keilsberg
- 1981: Die verschwundene Madonna
- 1982: Der Lumpenmann
- 1983: Ein Häuschen im Grünen
- 1985: Männerwirtschaft
- 1986: Der Liebesdienst
- 1986: Gemeindeschwester Egon
- 1988: Vater gesucht
- 1989: Eine Frau für drei (Fernsehfilm)
- 1990: Der Westminster-Gong
- 1991: Erzähl mir nichts von Afrika
- 1995: Die Bratpfannenstory
- 1996: Ein Biest mit Silberblick

### Hörspiele
Unter eigenem Namen:
- 1961: Der Ratsherr und der Jud – Regie: Nicht angegeben (Original-Hörspiel)
- 1961: Ludwig Achtel und Willi Rehwald: Der Eierdieb – Regie: Dora König (Original-Hörspiel, Kinderhörspiel, Kurzhörspiel)
- 1962: Die Kopfsteher – Regie: Harry Schrank (Original-Hörspiel, Kinderhörspiel)
- 1967: Karriere N – Regie: Hans Knötzsch (Hörspielbearbeitung)

Unter dem Pseudonym Alexander Kent:
- 1964: Grenzstation – Regie: Wolfgang Brunecker (Original-Hörspiel)
- 1970: Die Reise nach Petrograd – Regie: Theodor Popp (Originalhörspiel)
- 1971: Die Heiratsannonce oder Die Schwierigkeit eine Frau zu finden – Regie: Hans Knötzsch (Originalhörspiel)
- 1973: Tisch und Bett – Regie: Walter Niklaus (Original-Hörspiel)
- 1975: Otto Marquardt und Alexander Kent: Fünf Minuten Bedenkzeit, Senor (auch Dramaturg unter eigenem Namen) – Regie: Fritz Göhler (Original-Hörspiel)

### Theater
- 1961:  Karriere N – Uraufführung: Kammerspiele Leipzig[3]